# Лиственница Лайэля
Лиственница Лайэля (лат. Larix lyallii) —  вид хвойных деревьев из рода Лиственница (Larix) семейства Сосновые (Pinaceae). По-видимому, этот вид открыл Дэвид Лайалл в промежутке  между 1858 и 1861 годами. Джон Бернхард Лейберг описал его в 1900 году в честь первооткрывателя.
В культуре в Англии с 1904 года, встречается редко. На постсоветском пространстве не отмечена.

## Распространение и экология
В природе ареал вида охватывает Канаду (Британская Колумбия и Альберта) и США (штаты Айдахо, Монтана и Вашингтон).
Является типичным горным деревом образующим верхнюю границу леса на высоте 2000—2500 м над уровнем моря. Чаще всего встречается на неразвитых, каменистых почвах и осыпях, одиночно и небольшими чистыми насаждениями или в смеси с сосной белокорой (Pinus albicaulis), тсугой горной (Tsuga mertensiana), пихтой субальпийской (Abies lasiocarpa) и елью Энгельмана (Picea engelmannii).
Живёт до 500—700 лет.

## Ботаническое описание
Дерево высотой до 25 м и диаметром ствола 30—50 (до 100) см, с конусовидной кроной и длинными часто плакучими ветвями. Кора продольно-бороздчатая, молодые побеги сероватые, густо пушистые.
Почки густо опушённые, с ресничатыми чешуями. Хвоя длиной 25—35 (до 50) мм, в сечении ромбическая, голубовато-зелёная, жёсткая.
Мужские колоски красноватые.
Шишки яйцевидно-цилиндрические, длиной 35—50 мм, диаметром около 20 мм. Семенные чешуи тёмно-пурпурные, по краю бахромчатые, опушённые; кроющие чешуи тёмно-пурпурные, эллиптически-ланцетные, прямые. Семена вместе с бледно-розовым крылом длиной около 10 мм. 
|                                                                                          |  |  |  |
| Слева направо: Ветка весной. Ветка летом. Ветка с осенней хвоёй и зрелой шишкой. Семена. |  |  |  |

## Таксономия
Вид Лиственница Лайэля входит в род Лиственница (Larix) семейства Сосновые (Pinaceae) порядка Сосновые (Pinales).
|  |               |  |                          |                          |                    |  | ещё 6 семейств | ещё 6 семейств |                        |  |  |  | ещё 11 видов |
|  |               |  |                          |                          |                    |  | ещё 6 семейств | ещё 6 семейств |                        |  |  |  | ещё 11 видов |
|  |               |  |                          | порядок Сосновые         |                    |  |                |                | род Лиственница        |  |  |  |              |
|  |               |  |                          | порядок Сосновые         |                    |  |                |                | род Лиственница        |  |  |  |              |
|  | отдел Хвойные |  |                          |                          | семейство Сосновые |  |                |                | вид Лиственница Лайэля |  |  |  |              |
|  | отдел Хвойные |  |                          |                          | семейство Сосновые |  |                |                |                        |  |  |  |              |
|  |               |  | ещё три вымерших порядка | ещё три вымерших порядка |                    |  |                | ещё 10 родов   | ещё 10 родов           |  |  |  |              |
|  |               |  |                          | ещё три вымерших порядка |                    |  |                |                | ещё 10 родов           |  |  |  |              |